# Carlos Baráibar
Carlos Baráibar (Montevideo, 13 de julio de 1939) es un político uruguayo, perteneciente al Frente Amplio.

## Biografía
De larga trayectoria política, inició su carrera en el seno del Partido Demócrata Cristiano del Uruguay. En ocasión de fundarse el Frente Amplio en 1971, Baráibar resultó elegido diputado por Montevideo en la lista del PDC. En 1997 es electo como el primer presidente de la cámara de representantes integrante del Frente Amplio.
Cuando en 1989 el PDC decide apartarse del Frente Amplio para integrar el Nuevo Espacio junto a Hugo Batalla, Baráibar decide no acompañar este emprendimiento político, permaneciendo en el Frente Amplio.
En 1994 se integra al sector Asamblea Uruguay, acompañando a Danilo Astori; encabeza la lista a la Cámara de Diputados, resultando electo para el periodo 1995-2000. En 1997, en pleno gobierno colorado y en un hecho inédito, es el primer político de izquierda en presidir la Cámara de Diputados.
Reelecto para los periodos desde 2000 al 2005 y desde 2005 al 2010. En 2005 asume como senador, al asumir Danilo Astori como ministro de Economía.
En los comicios de octubre de 2009, fue elegido al Senado por el Frente Liber Seregni.